# Стефан Константинопольский
Стефа́н (др.-греч. Στέφανος, VI век — VII век) — византийский монах, христианский подвижник, преподобный.
Стефан был китонитом (др.-греч. κοιτωνίτης — «спальник») у императора Маврикия, оставил службу при дворе и стал жить аскетически. Он основал больницы для престарелых в Константинополе, в Арматии, где находился храм Богородицы и Одежда (Плащ) (греч. Σάγματος) [Богородицы]. Он целиком отдал себя подвигу странноприимства.
В Минологии Василия II (конец X века) и в Синаксаре Константинопольской церкви (X век) память Стефана — 26 февраля. Имя Стефана не включено в современный Месяцеслов Русской Православной Церкви.